# Nawira Sevens Femenino 2007
El Nawira Sevens Femenino (North America and West Indies Rugby Association) de 2007 fue la tercera edición del torneo femenino de rugby 7 de la confederación norteamericana.
Se disputó el 17 y el 18 de noviembre en la ciudad Nassau de Bahamas.

## Posiciones
| Equipo            | Encuentros | Encuentros | Encuentros | Encuentros | Tantos  | Tantos    | Tantos     | Puntos |
| Equipo            | jugados    | ganados    | empatados  | perdidos   | a favor | en contra | diferencia | Puntos |
| ----------------- | ---------- | ---------- | ---------- | ---------- | ------- | --------- | ---------- | ------ |
| Canadá            | 6          | 6          | 0          | 0          | 141     | 32        | +109       | 18     |
| Estados Unidos    | 6          | 4          | 0          | 2          | 77      | 41        | +36        | 14     |
| Trinidad y Tobago | 6          | 2          | 0          | 4          | 22      | 67        | -45        | 10     |
| Guyana            | 6          | 0          | 0          | 6          | 15      | 115       | -100       | 6      |

### Campeón
| Bandera de Canadá |
| Campeón Canadá    |
| 1.er título       |